# Paul Destombes
Paul Amand Louis Joseph Destombes, né à Roubaix le 24 novembre 1850 et mort le 7 février 1919 dans la même ville, est un architecte français.

## Biographie
Paul Destombes s’installe comme architecte à Roubaix vers 1875, Il réalise un très grand nombre de projets dont beaucoup d'églises.
Paul Destombes s’est marié avec Laure Pennel le 3 avril 1877 à Roubaix. Ils ont eu cinq fils dont un portant le même prénom que son père. Celui-ci, après sa formation à l'école des beaux-arts de Paris promotion 1898, devint également architecte. Pour se différencier, ils signaient leur travail en associant le nom de leur femme  Paul Destombes-Pennel et Paul Destombes-Prévost
En 1882, il devient membre de la Société des architectes du Nord.
Il est resté à Roubaix, occupée par les Allemands durant toute la Première Guerre mondiale. Il a rédigé un journal que les journaux régionaux diffusent avec cent ans de décalage depuis 2014. Un de ses fils est mort durant la Première Guerre mondiale.

## Réalisations notables
- 1877-1882 : Couvent de la Visitation de Roubaix, actuellement abandonné
- 1880-1883 : Agrandissement et clocher de l'église Saint-Martin de Templeuve-en-Pévèle
- 1881-1884 : Église paroissiale du Très-Saint-Rédempteur, quartier du Pile à Roubaix, détruite en 1990[2]
- 1882-1883 : Église paroissiale Saint-Nicolas de Cappelle-en-Pévèle[3]
- 1883-1884 Église paroissiale Saint-Roch à Armentières[4]
- 1884 : Église paroissiale Saint-Martin de Templemars[5]
- 1884 :  Restauration de l'église paroissiale Saint-Médard de Camphin-en-Carembault[6]
- 1889-1892 : Église Saint-Pierre de Croix
- 1891-1894 : Église paroissiale Saint-Martin, Loon-Plage[7]
- 1893 : Église paroissiale Saint-Vaast de Bondues
- 1893-1897 : Maison du peintre Rémy Cogghe, 22 rue Rémy-Cogghe à Roubaix,  Inscrite MH[8]
- 1895 : Église paroissiale Saint-Martin de Provin[9]
- 1895-1903 : Église paroissiale Notre-Dame-du-Sacré-Cœur, Malo-les-Bains[10]
- 1896 : Rénovation de l'abbaye du Mont des Cats dont un nouveau portail[11].
- 1897-1900 : Chœur et façade occidentale dans le style gothique flamboyant de l'église Saint-Martin de Bergues[12]
- 1897 : Église paroissiale Saint-Vincent-de-Paul de Wattrelos, détruite en 1992[13]
- 1899- 1901 : Église Saint-Luc de Lys-lez-Lannoy[14]
- 1903 : Cercle des étudiants, 25 rue Meurein à Lille, en style néogothique
- 1904-1906 : Église paroissiale Saint-Pierre de Godewaersvelde
- 1907-1908 : Maison Arthur-Balcaen, 250 rue de Lille à Roubaix, avec son fils Paul Destombes-Prévost
- 1910 : Maison 56 rue Dammartin à Roubaix[15]
- 1913 : Église paroissiale Saint-Zéphirin de Dunkerque, détruite durant la Seconde Guerre mondiale[16]

## Artistes associés
Destombes confie la réalisation du mobilier intérieur de ses églises à des artistes locaux reconnus.
- Gustave Pattein : église Saint Pierre de Godewaersvelde, église Saint-Martin de Loon-Plage
- Modeste Verlinden : église Saint-Vaast de Bondues, église Saint Nicolas de Cappelle-en-Pévèle, église Saint-Martin de Templemars
- Charles Buisine-Rigot : église Saint Roch d'Armentières (au moins le maître-autel)

## Galerie photos

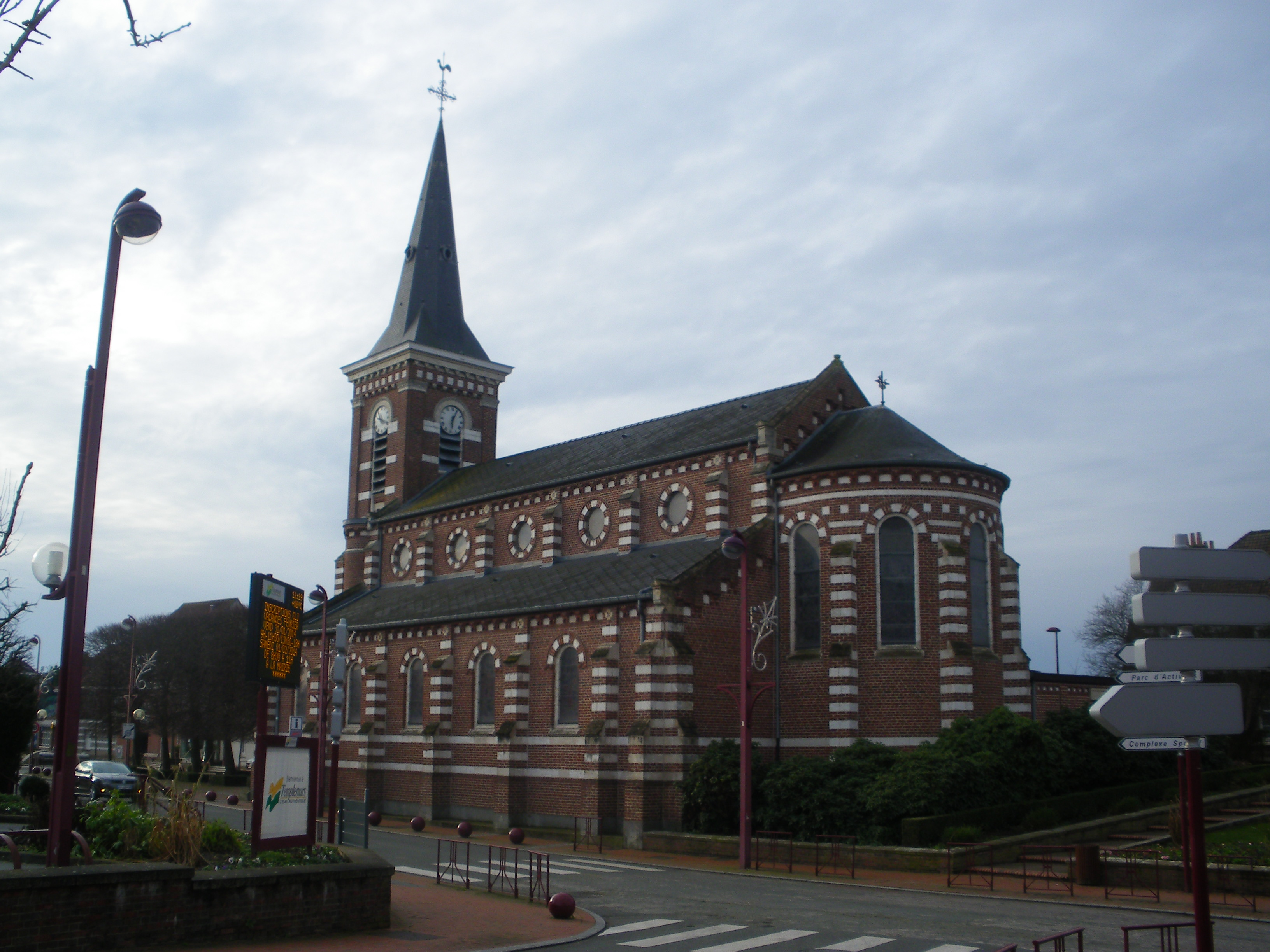
Église Saint-Martin de Templemars
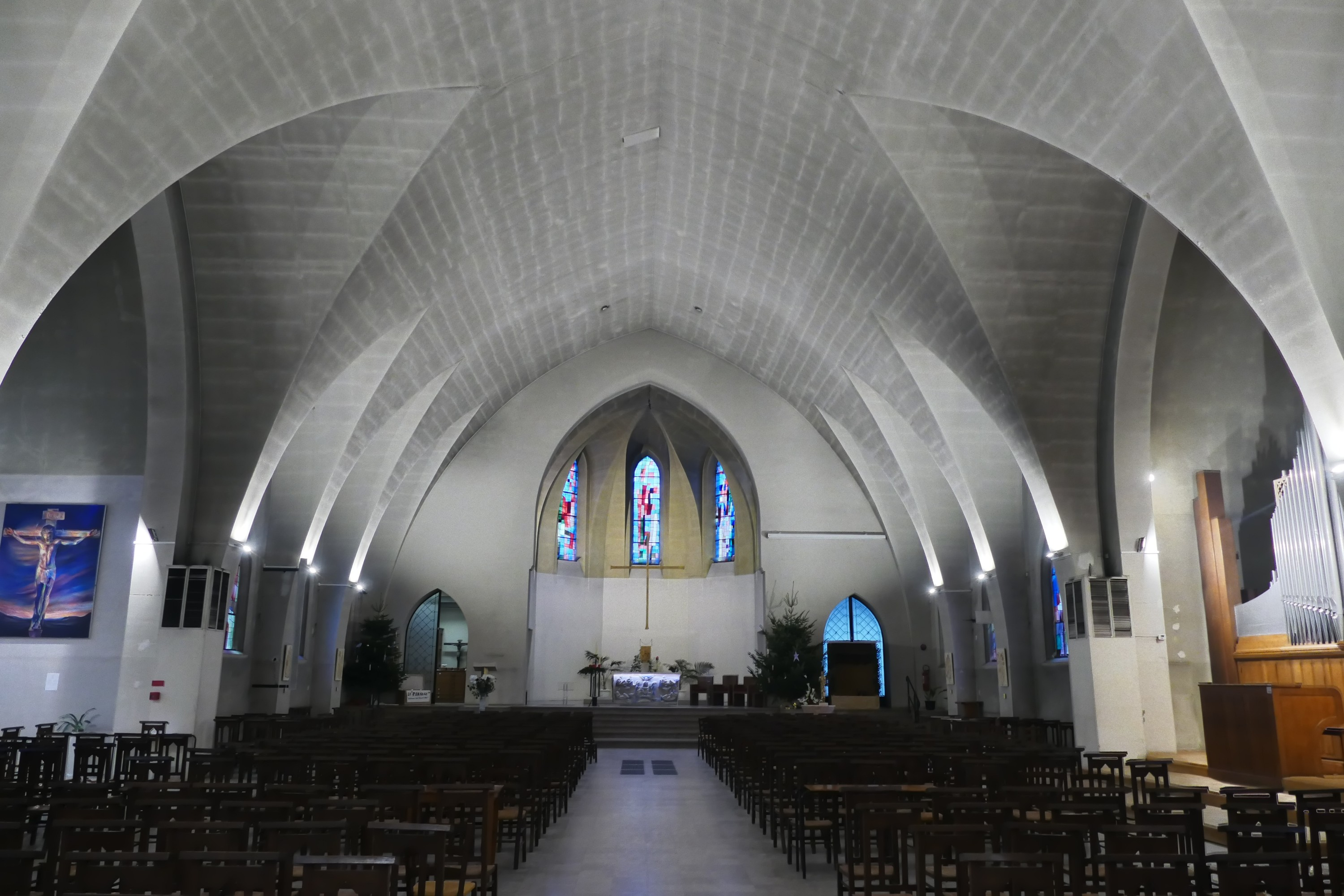
Église Notre-Dame-du-Sacré-Cœur de Malo-les-Bains
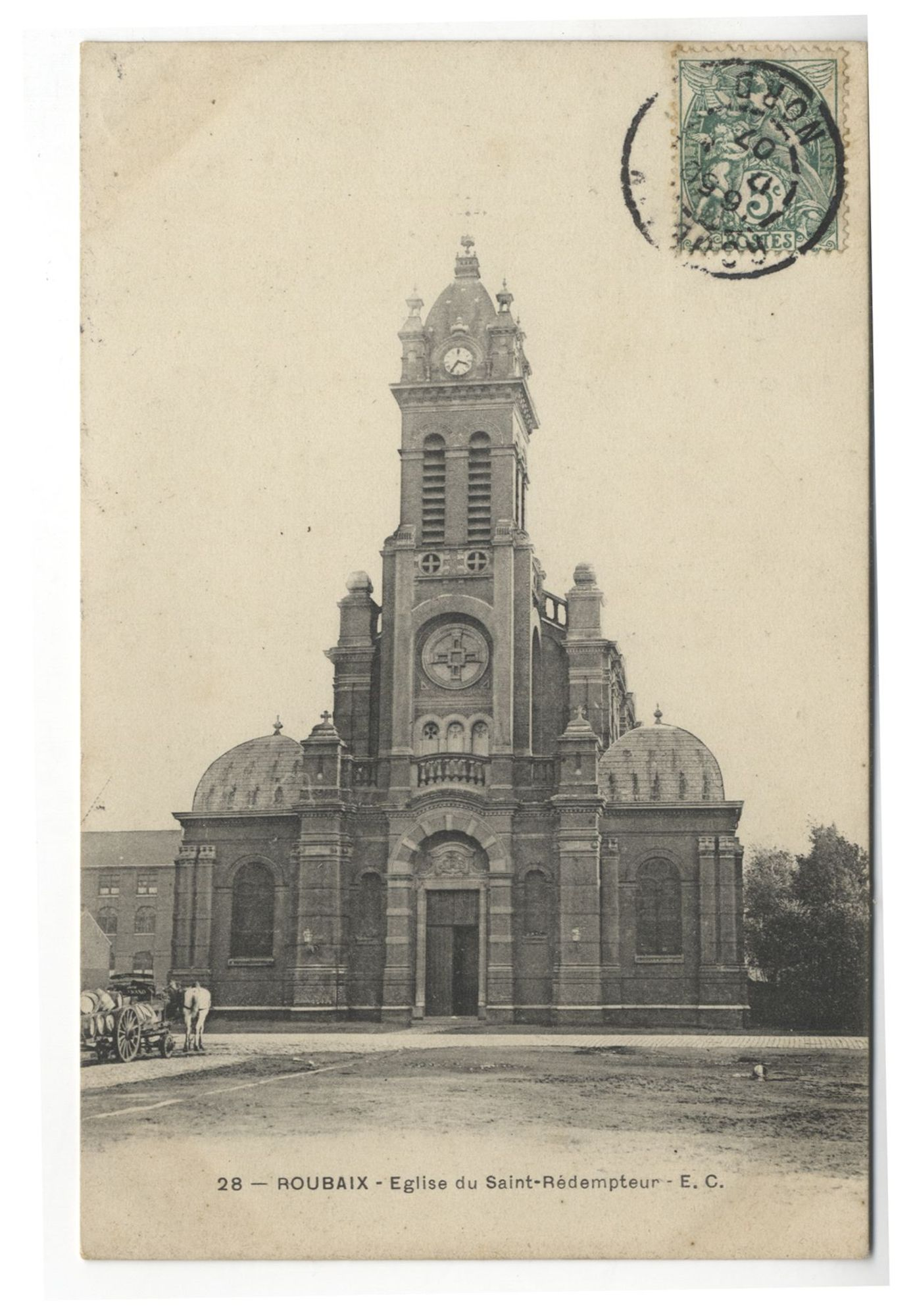
Église du Très-Saint-Rédempteur de Roubaix en 1907
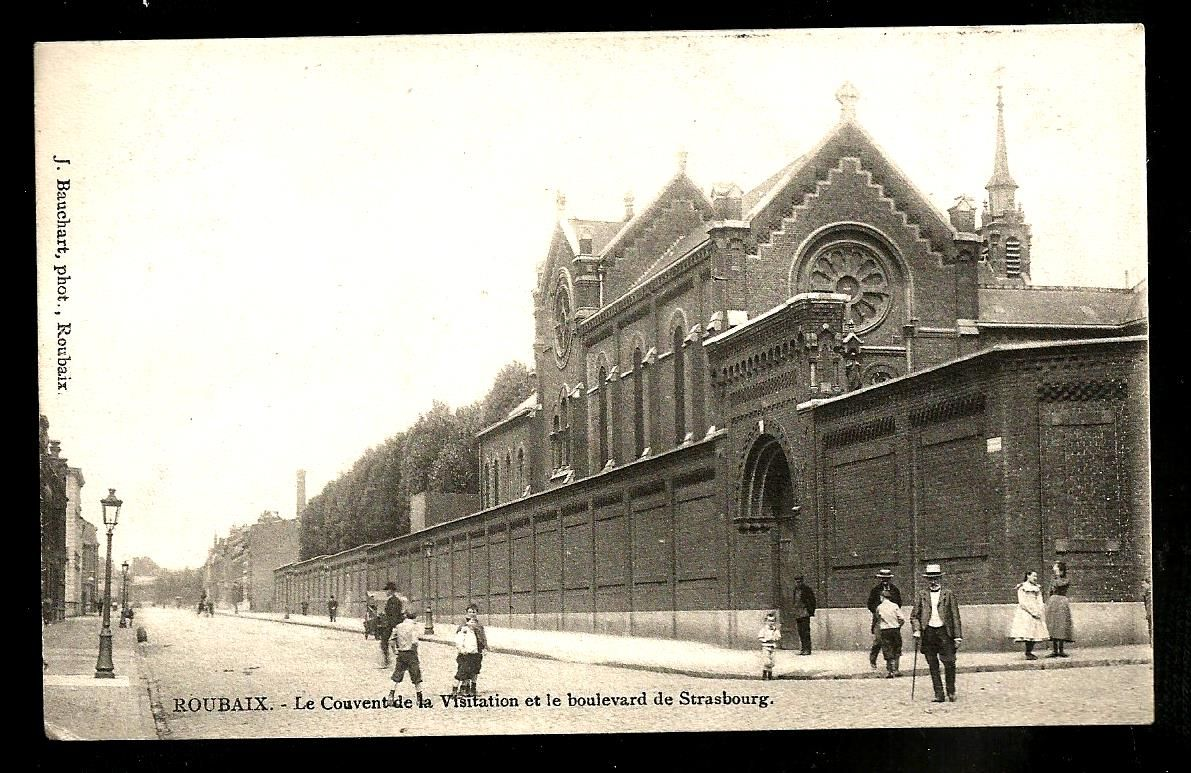
Couvent de la Visitation à Roubaix
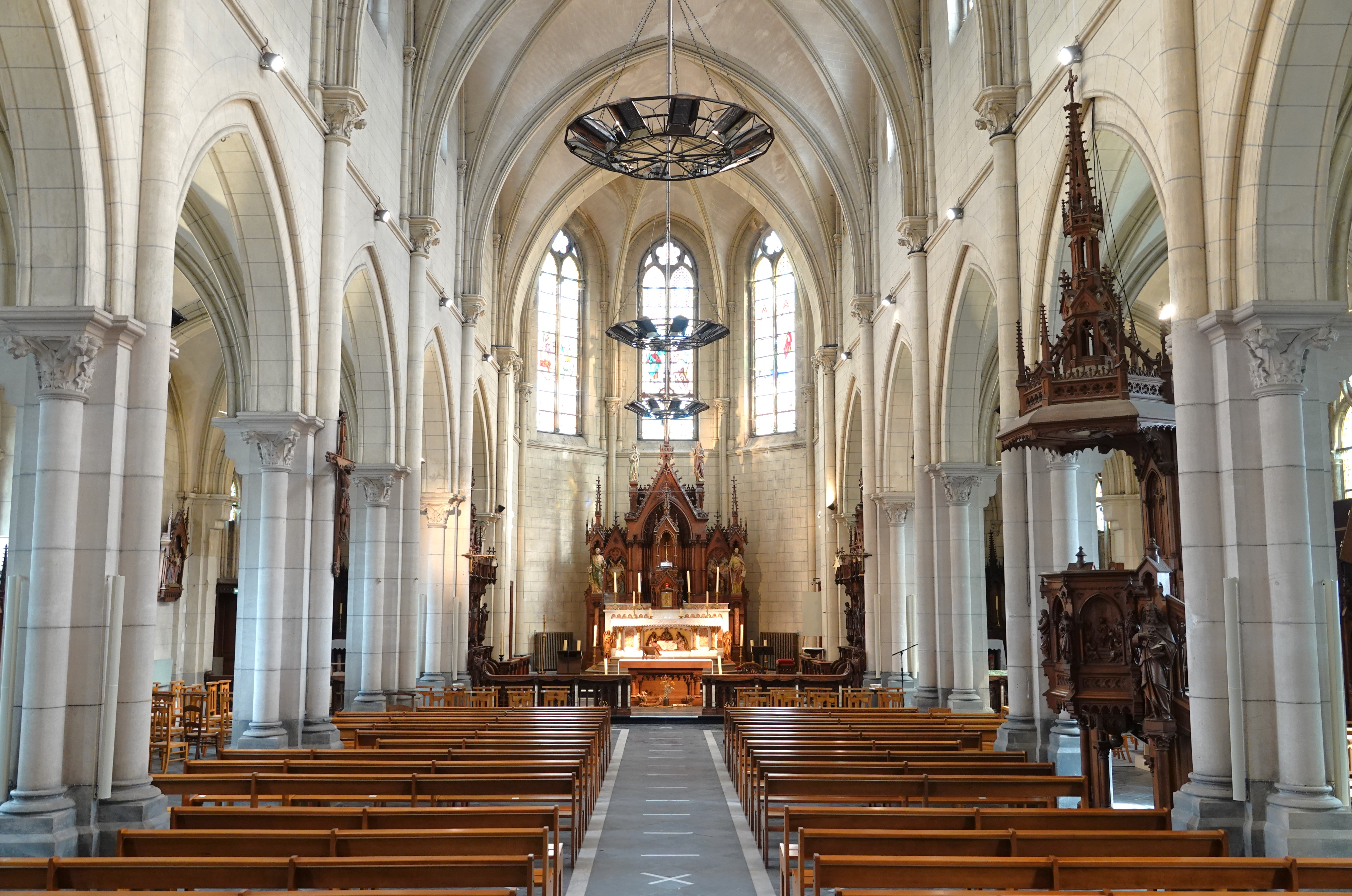
Intérieur de l'église Saint-Pierre de Godewaersvelde